# Cantón de Dota

Parque de Santa María de Dota. Monumento "en memoria de los caídos en defensa del sufragio y de las garantías sociales" en la Guerra de Liberación Nacional de 1948. Escultura de Luis Umaña Ruiz.

Dota es el cantón número 17 de la provincia de San José, Costa Rica. Junto con León Cortés Castro y Tarrazú, forma la Zona de los Santos, conocida por su actividad cafetalera y turística como el Eje Cafetalero.  Posee un área de 400.22 km², lo que lo hace el cuarto cantón más grande de la provincia de San José, y se encuentra dividido en 3 distritos. Limita con los siguientes cantones: al norte con Desamparados, Paraíso y El Guarco, al sur con Pérez Zeledón, al oeste con Tarrazú y León Cortés Castro y al este con Pérez Zeledón. Fue fundado el 23 de julio de 1925. Su cabecera es Santa María.
Dota es uno de los cantones de Costa Rica productores de café por excelencia.  Este se exporta a muy buen precio a diferentes países del mundo y se cataloga como uno de los mejores a nivel local y mundial. Otros productos que se cultivan y producen incluyen variedades de frutas como manzanas, melocotones, ciruelas y aguacates. El cantón es parte de la Ruta de los Santos, lo que lo hace sitio de atracción turística para nacionales y extranjeros.
En Dota se encuentran algunas áreas protegidas como la Reserva Forestal Los Santos y el parque nacional Los Quetzales. El río Savegre, que nace en el cerro de la Muerte y corre hacia el océano Pacífico por el territorio del cantón, es considerado el río más limpio del país. La iglesia ubicada en Copey es patrimonio histórico-arquitectónico de Costa Rica.

## Toponimia
La región era ya conocida como Dota desde la época colonial. El nombre del cantón, según una versión popular aceptada, tiene su origen en las travesías que realizaba el cacique llamado Ota, quien pertenecía a la tribu de los indígenas "Quepoas". Esta etnia atravesaba la región en sus viajes de comercio entre el valle Central y su lugar de procedencia.
Sin embargo, el vocablo posteriormente evolucionó a "Dota" por razones poco claras, aunque parece motivado por una mala interpretación fonética o gramatical del nombre en los documentos oficiales de la Colonización española, donde se mencionan que en Costa Rica había dos grandes cerros; D'Osa y D'Ota.  Durante el periodo eclesiástico del Obispo Bernardo Augusto Thiel en el país, este afirmó que la traducción vocablo Dota era "punto donde solamente las aves pueden llegar" .

## Historia
La historia del cantón de Dota se remonta a la época precolombina, cuando el territorio que corresponde actualmente al cantón estuvo ocupado por indígenas del Reino Huetar de Oriente, el cual era dominio del cacique Guarco.
Los primeros habitantes llegados al cantón de Dota, provenían del cantón vecino de Tarrazú. El primer colonizador y fundador de la población fue José María Ureña Mora, quien junto a Antolín y Eleuterio Ureña y a sus cuñados José y Encarnación Zúñiga, todos vecinos de San Marcos, en junio de 1863 decidieron hacer una exploración hacia el este sobre la margen izquierda del Río Parrita. Después de varias horas de recorrido, llegaron al valle que hoy corresponde al cantón. En el centro, había una pequeña sabana rodeada de charrales, lo que hacía pensar que el lugar había sido en algún tiempo, asiento de una población indígena, situación que se confirmó al encontrarse sepulturas indígenas dispersas por todo el sitio.
El 19 de junio de 1863, José María denunció ante el Juez de Hacienda Nacional, Juan Rafael Mata, 6 caballerías de terreno baldío en Dota, quedando en ese tiempo bajo la jurisdicción del cantón de Cantón de Desamparados Desamparados. Un año después, José María se trasladó con su familia y varios peones a realizar el primer volteo de montaña que se hacía en este sitio. El nombre del valle se decidió durante una reunión familiar que mantuvieron José María, su esposa Leona Zúñiga Gamboa, José Sabas Zúñiga y su esposa Lucía Mora, quienes decidieron después de una larga discusión bautizar el valle con el nombre de Santa María.
Para el año 1867, los pobladores de la aldea eran José María Ureña, José María Flores, José Mena, Cornelio Monge, Santiago Guzmán, José Sabas Zúñiga, Manuel Fuentes Fonseca, Atanasio Picado, Norberto Solís, Estanislao Ureña, Alejo Morales, Rosario Godínez y sus respectivas familias.
En abril de 1870 se realizó la bendición de la iglesia, pero no fue hasta un año más tarde, el 10 de abril de 1871, durante el episcopado de Monseñor Joaquín Anselmo Llorente y La Fuente, que se erigió la primera parroquia, escogiéndose como santa patrona a Santa María de la Cueva Santa. No obstante, debido al fallecimiento de Monseñor, el decreto que constituía la parroquia quedó sin su respectiva firma. No fue sino hasta que Monseñor Luis Bruschetti firmó el 4 de octubre de 1879, los documentos que acreditaban la validez de la parroquia de Santa María; cuyo primer párroco fue el presbítero Bruno Pereira. En vista que aquella primera iglesia era muy pequeña para la población existente en la comunidad de Santa María, se inició la construcción del templo actual en 1893, a cargo del presbítero Juan Garita.
Mediante la Ley N.º 35 de 14 de julio de 1874, se logró aprobar un contrato celebrado entre el señor Francisco Castro Valverde y el Gobierno de la República. En este contrato, el señor Castro Valverde se comprometía a concluir el camino carretero que se hallaba en construcción de San Miguel de Desamparados a San Marcos de Tarrazú; atravesando las poblaciones de Candelaria, Corralillo, Bajos de Tarrazú, La Lumbre, Frailes y San Marcos, pasando por las inmediaciones de San Cristóbal de Desamparados. Las mejoras del camino y la nacionalización del mismo desde la base del cerro Tablazo hasta Santa María, se deben a los esfuerzos del benefactor de esta región, Pedro Pérez Zeledón.
El primer maestro que vino a Santa María en 1875, fue el nicaragüense Carmen Luna, nombrado por la Municipalidad de San José. Posteriormente llegaron los maestros León Navarro, José Francisco Fernández, Gabriel Mora, Manuel Vargas y esposa, Vicente Rodríguez y Santiago Bonilla. El matrimonio Vargas residió en Santa María hasta 1884.

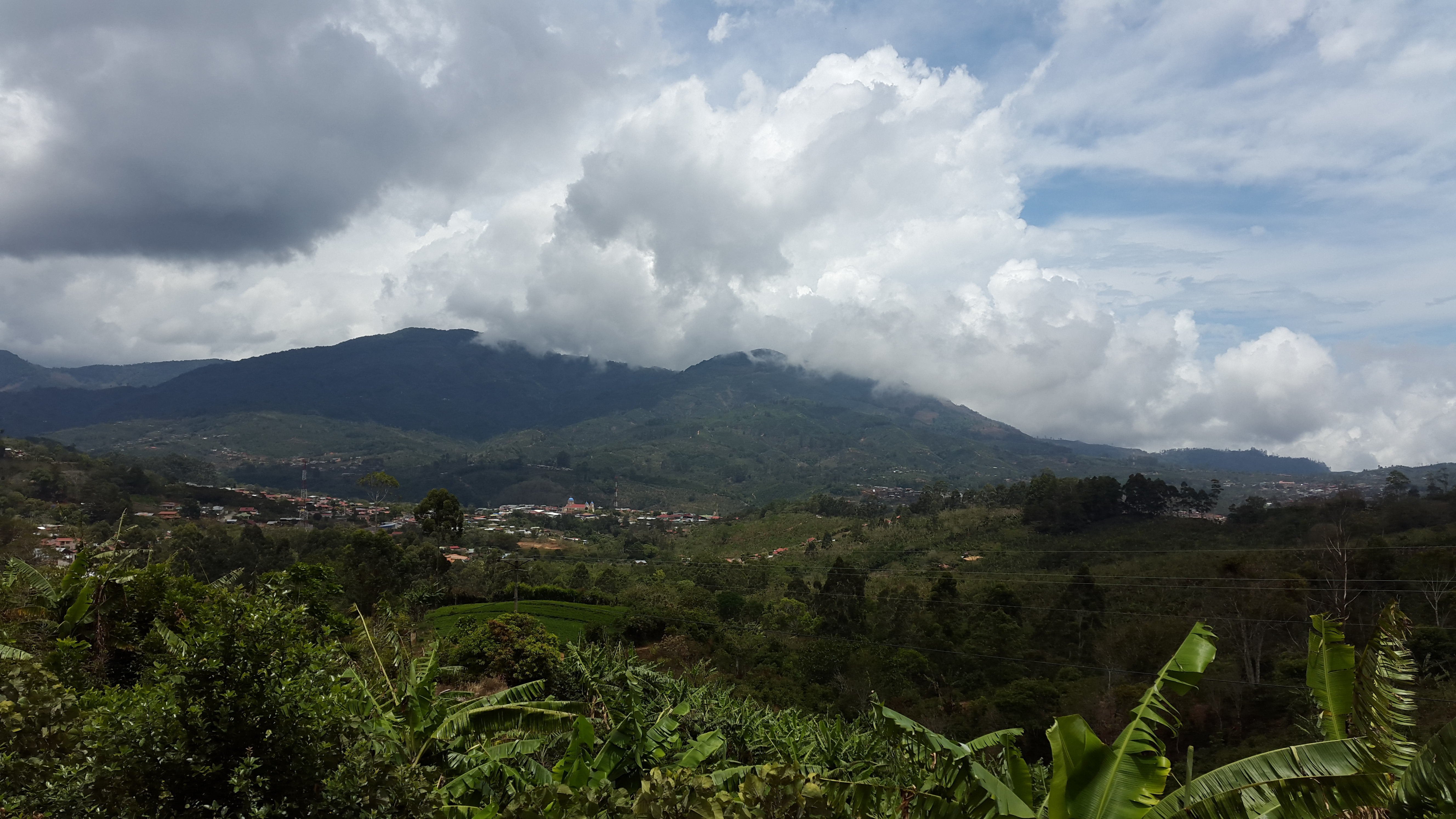
Vista de la zona de los Santos a la altura de Santa María de Dota. Costa Rica.

Ese mismo año, durante la administración de Próspero Fernández Oreamuno, inició la construcción de la primera escuela, la cual se construyó con adobes con la ayuda del cura párroco y de José María con la colaboración de los vecinos del lugar. La actual escuela se hizo en la administración de León Cortés Castro y se inauguró en la administración del Rafael Ángel Calderón Guardia, el 20 de abril de 1941, la cual actualmente se denomina Escuela República de Bolivia.
El colegio técnico profesional José Daniel Flores Zavaleta, inició sus actividades docentes en 1972, en el segundo gobierno de José María Figueres Ferrer.
La cañería se inauguró en 1914 en el primer gobierno de Ricardo Jiménez Oreamuno.
En la segunda administración de Ricardo, mediante la Ley N.º 80 del 23 de julio de 1925, se le otorga el título de villa a la población de Santa María y se crea el nuevo cantón de Dota, separándolo del cantón de Tarrazú, al que pertenecía desde 1868. De esta manera, se erige como cantón número 17 de la provincia de San José, en ese entonces con 7 distritos: Santa María, El Jardín, Copey, El General, Ureña, Rivas y Daniel Flores (Los cuatro últimos corresponden a parte del territorio de actual cantón de Pérez Zeledón y recibían como nombre el apellido de alguno de los fundadores o o primeros pobladores de Dota). El cantón de Pérez Zeledón fue desmembrado del cantón de Dota por Ley N.º 31 de 9 de octubre de 1931, durante el segundo gobierno de Cleto González Víquez.
Posteriormente, en el gobierno de Francisco Orlich Bolmaracich, el 6 de diciembre de 1963, año en que se celebraba el centenario de su descubrimiento, se promulgó la Ley N.º 3248 que le confirió a la villa de Santa María la categoría de ciudad.
El alumbrado público eléctrico, se instaló en 1969, en el gobierno de José Joaquín Trejos Fernández.
Entre los acontecimientos importantes de esta población se encuentra el hecho de que fue el cuartel general del ejército revolucionario que en el año 1948 durante la guerra civil que bajo la jefatura de José María Figueres Ferrer, se derrocó el gobierno de Teodoro Picado e instauró la Junta Fundadora de la Segunda República, que promulgó una nueva constitución, razón por la cual en el parque central de la ciudad de Santa María de Dota se encuentra el Monumento a los héroes caídos de la guerra civil de 1948. Desde Santa María, José María Figueres hizo dos proclamas para instar al pueblo a unirse a esta lucha, la primera el 23 de marzo de 1948 y la segunda el 1 de abril de 1948.

## Distritos
El cantón de Dota está dividido en tres distritos:
- Santa María
- Jardín
- Copey

### Cartografía
- Hojas del mapa básico, 1:50.000 (IGNCR): Savegre, Tapantí, Vueltas.

## Geografía
Cantón de Dota cuenta con un área de 404,44 km² y una altitud media de 1839 m s. n. m.
Santa María de Dota se ubica a 64 km al sureste de San José, la capital de Costa Rica, en un valle entre las montañas de la cordillera de Talamanca.
La anchura máxima es de 34 km en dirección norte a sur, desde 700 metros al noroeste de la confluencia del río Tarrazú, con la quebrada Yugo hasta la unión del río Savegre y División.
Existen dos principales vías de comunicación entre la cabecera y la capital. La primera es tomando la Carretera Interamericana Sur, desviándose en el km 52 en el lugar conocido como El Empalme. La segunda ruta, por la carretera a Acosta, con un desvío en Tarbaca; de aquí se toma una ruta que conduce por las poblaciones del distrito de San Pablo y San Marcos de Tarrazú hasta Santa María.

### Hidrografía

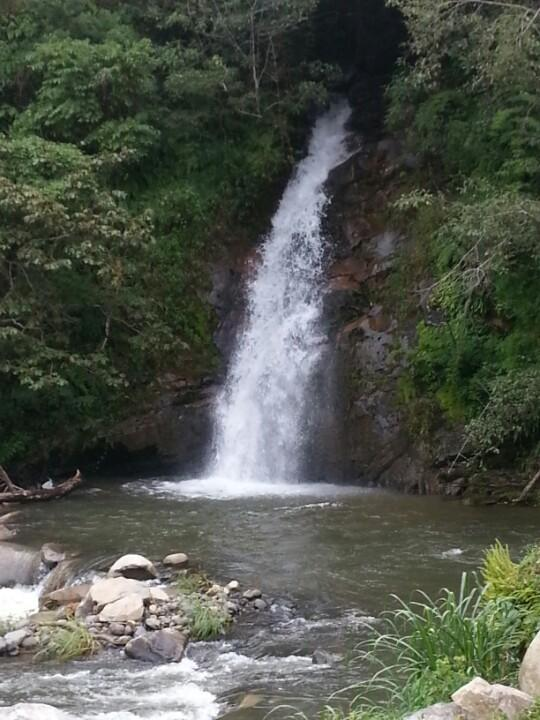
Catarata en Santa María de Dota.

El sistema fluvial del cantón Dota, corresponde a las vertientes del Pacífico y del Caribe. A la vertiente del Pacífico, pertenecen las cuencas de los ríos Savegre, Naranjo y Pirrís.
La primera cuenca es drenada por el río Savegre, al que se le unen el río Brujo y su afluente Roncador; lo mismo que por las quebradas Ojo de Agua, Seca y Jaboncillo. Estos cursos de agua nacen en Dota, en la ladera de las filas Quebrada Seca, Pangolín y los cerros Buenavista y Vueltas, los cuales presentan un rumbo noreste a suroeste y de noroeste a sureste. El río Savegre es límite del cantón Pérez Zeledón.
La cuenca del río Naranjo es irrigada por este río, al que se le une el río Brujo y las quebradas Llano Grande y Salitrillo; lo mismo que por el río San Joaquín con sus tributarios el río San Lucas y las quebradas Pirranga y Guaria. Estos cursos nacen en el cantón, en las filas Dota, Mona, Pangolín y San Bosco; los cuales presentan un rumbo de noreste a suroeste. El río Naranjo es límite con el cantón Tarrazú.
La cuenca del río Pirrís es drenada por este río, el cual nace con el nombre de río Blanco, y sus afluentes los ríos Pedragoso, San Rafael y las quebradas Palmital, Loaiza, Chontal y Rivas; lo mismo que por el río Parrita Chiquita y la quebrada Yugo. Estos cursos de agua nacen en la región, en fil Dota y los cerros Vueltas y San Francisco; los cuales presentan rumbos de sureste a noroeste, de este a oeste y de norte a sur. También se encuentra en el área la laguna Chonta.
La vertiente del Caribe, que corresponde a la subvertiente del mismo nombre, pertenece la cuenca del río Reventazón-Parismina; el cual es irrigada por el río Humo; que nace en el cantón, en la ladera noreste del cerro Vueltas; el presenta una dirección de suroeste a noreste.

## Demografía
Para el año 2022, Cantón de Dota cuenta con una población estimada de 9364 habitantes, y para el último censo efectuado, en 2011, Cantón de Dota contaba con una población de 6948 habitantes.
De acuerdo al censo nacional del 2011, la población del cantón era de 6948 habitantes, de los cuales, el 7,1 % nació en el extranjero. El mismo censo destaca que había 1952 viviendas ocupadas, de las cuales, el 74,3 % se encontraba en buen estado y había problemas de hacinamiento en el 2,7% de las viviendas. El 30.6% de sus habitantes vivían en áreas urbanas.
Entre otros datos, el nivel de alfabetismo del cantón es del 97,3%, con una escolaridad promedio de 7,3 años.
El mismo censo detalla que la población económicamente activa se distribuye de la siguiente manera:
- Sector Primario: 45,4%
- Sector Secundario: 10,4%
- Sector Terciario: 44,2%

Para el año 2012 presentaba un alto índice de desarrollo humano (0.830) según el Programa de las Naciones Unidas para el Desarrollo.

## Amenazas y uso de suelos

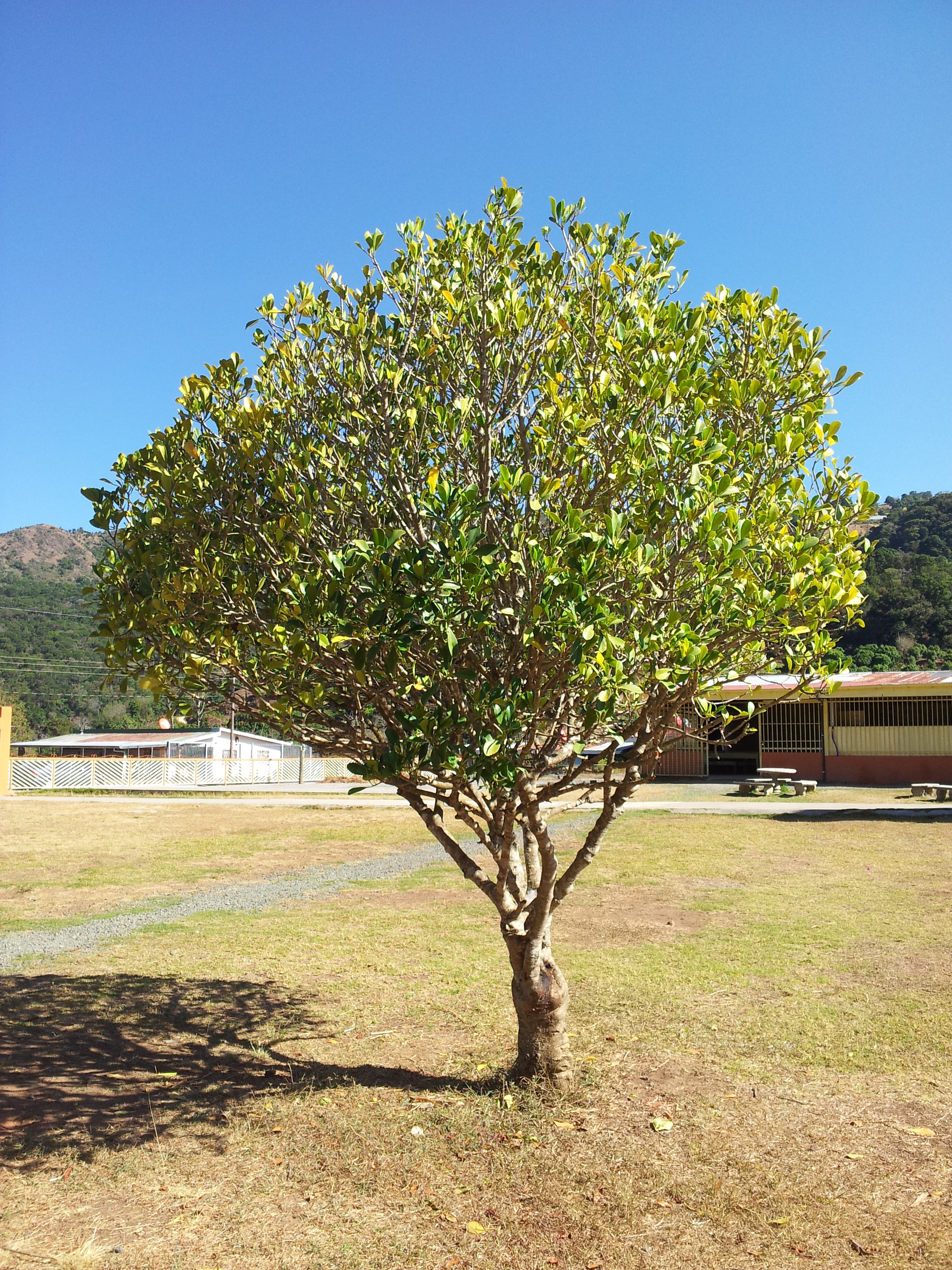
Árbol de Copey, especie de Costa Rica, nombre de algunos lugares del país, otros nombres recibidos azahar, azahar de montaña y azahar de monte.

Es un cantón eminentemente rural, que presenta bajos niveles de desarrollo humano en el contexto costarricense. Dota es además un cantón poco competitivo en el ámbito económico costarricense. Las principales actividades agropecuarias del cantón son el cultivo del café y la ganadería.
Aproximadamente un 78 % de la superficie del cantón la constituye la Reserva Forestal Los Santos, y un 5 % la Zona Protectora Cerro Nara.
Dota, al ser un cantón montañoso, presenta vulnerabilidad ante desastres naturales tales como actividad sísmica y deslizamiento de suelos, además de desastres de carácter hidrológico. Dota es vulnerable a deslizamientos de tierra e inundaciones provocadas por los efectos indirectos de las tormentas tropicales, siendo los más serios en los últimos años los del Huracán Cesar-Douglas (1996) y la Tormenta Tropical Thomas (2010), esta última ocasionó importantes daños en la infraestructura vial, tanto en el cantón, como en el resto de la Zona de Los Santos y el país
El cantón de Dota se localiza dentro de la región sísmica denominada Valles y Serranías del Interior del País, caracterizada por eventos sísmicos generados a partir de fallas geológicas locales (tal como el evento de agosto de 1991, sismo de los Santos).  Eventos sísmicos originados hacia la costa pacífica causados por el choque de placas Coco-Caribe, pueden producir pánico en la población sin llegar a niveles graves.  Prácticamente todo el Cantón es vulnerable en mayor o menor medida a sufrir deslizamientos de tierra, debido a que la topografía y el tipo de rocas de la región los favorecen.

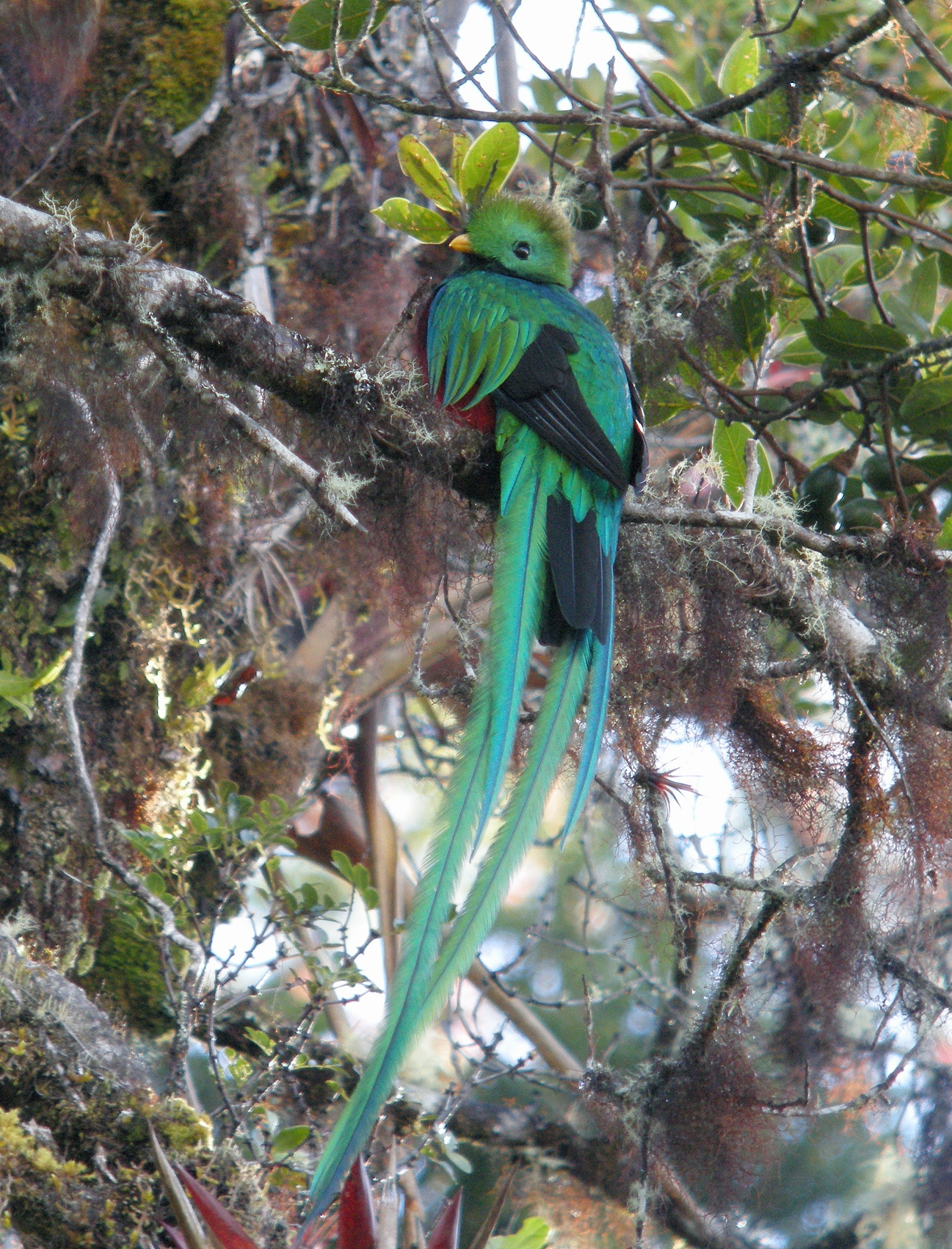
Ejemplar de Pharomachrus mocinno, fotografiado en el parque nacional Los Quetzales, en el cantón de Dota.

Un 57% de la superficie cantonal, al sur y suroeste de la región, así como en los poblados Guaria, al sur de Cedral, San Joaquín, laderas del alto Catalina y nacientes del río Brujo; debe destinarse únicamente a la protección de cuencas hidrográficas, vida silvestre o propósitos estéticos, ya que presentan limitantes o condicioines tan severas como precipitación anual mayor a 5000 mm, alta susceptibilidad de los terrenos a la erosión y pendientes muy fuertes.
Al sur de villa Copey, los poblados Cedral y Naranjo, cerro Galera, lo mismo en que las nacientes del río Naranjo, márgenes de los ríos Roncador y Brujo, fila Pangolín; así como en el sector entre las quebradas Llano Grande y Salitrillo y fila Marucha, que constituyen un 24% de Dota; presenta limitantes tales que la hace apta únicamente para utilización racional del bosque, mediante técnicas especiales de extracción.
El 14% del cantón, en la zona aledaña a ciudad San María, así como en las villas Copey, al este de villa Jardín y en los poblados Vueltas, San Rafael, cañón, al sur de la carretera Interamericana, en Salsipuedes, cerros vueltas, nacientes del río Pedregoso y quebrada Palmital y fila Ojo de Agua; presentan limitantes que lo hacen apto para cultivos permanentes de tipo semibosque y precisa cuidadosas prácticas de manejo.
El área alrededor del poblado Chonta, así como en las nacientes del río Parrita y quebrada Chonta, lo mismo que en el cerro Chonta y en pequeños sectores del cantón, que representan un 4% de la región; es apta para todo tipo de uso, sin embargo en ellas se restringe en alto grado las plantas a elegir, además de que se necesitan métodos intensivos de manejo y conservación.
Un sector aledaño a villa Jardín, que constiuye un 1% de Dota; debido a algunos factores limitantes severos para ciertos tipos de labores o usos posibles, obliga a una selección muy cuidadosa de su uso, a la ejecución de prácticas muy especiales de conservación, o ambas a la vez.

## Sitios y actividades de interés turístico
En la ciudad de Santa María se ubica el Monumento a los héroes caídos de la Revolución de 1948. Es una obra del artista Luis Umaña Ruiz, representa la figura de una mujer que con sus brazos, protege a un grupo de mujeres y hombres, haciendo alusión a la Madre Patria Costa Rica salvaguardando a los costarricenses. Esta obra pesa alrededor de 90 toneladas.
En este mismo pueblo se encuentra la Cooperativa CoopeDota RL, que brinda tours guiados sobre el café a los turistas, que involucra todo el proceso de preparación del café que va desde la recolección y secado, hasta poder disfrutarlo en una cafetería de la misma cooperativa. Esta cooperativa produce el primer café del mundo certificado como carbono neutral.

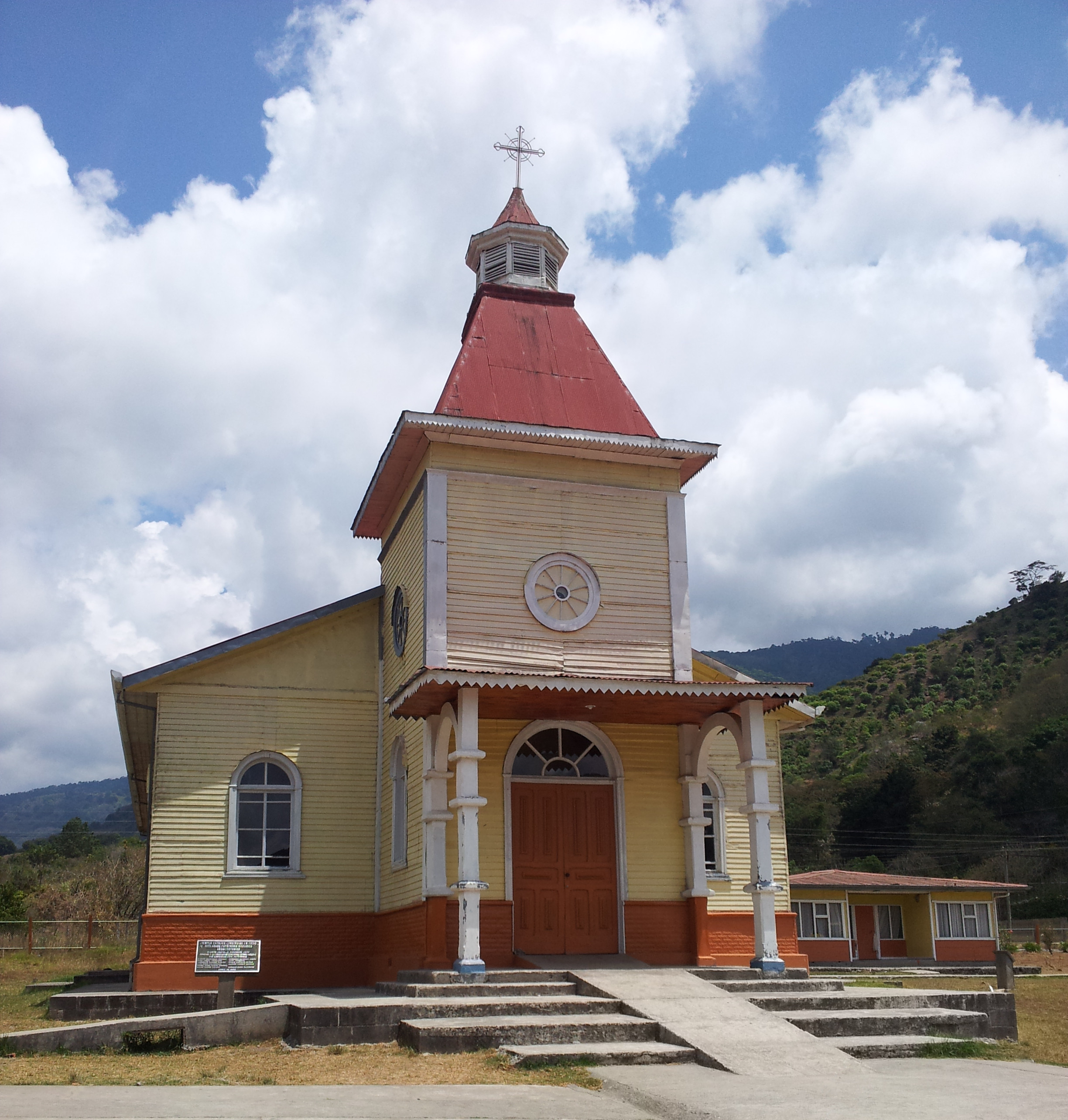
Iglesia de Copey de Dota, templo católico construido en 1926. Fue declarado patrimonio histórico arquitectónico por medio del Decreto 28296-C. Diciembre 1999. Dicha iglesia fue consumida en su totalidad por un incendio tras un corto circuito el 6 de agosto de 2017. Aún no ha sido reconstruida.

Santa María de Dota fue catalogada por el diario estadounidense The Huffington Post, como una de las 10 ciudades alrededor del mundo que todo amante de café debe visitar.
El cantón tiene un gran potencial turístico pues, aparte del turismo relacionado con el café, también cuenta con pueblos con gran belleza natural como El Jardín, Providencia y San Gerardo de Dota donde actualmente se desarrollan proyectos que van dirigidos a proteger el ecosistema. Estas poblaciones cuentan con atracciones como pesca de trucha, monta de caballos, hoteles de montaña, caminatas entre bosques y senderos, entre otros los cuales son visitados tanto por turistas nacionales como extranjeros.
El pueblo de San Gerardo de Copey de Dota está ubicado a 85 kilómetros al suroeste de la capital San José, cerca de la Carretera Interamericana, en el sector del Río Savegre, en las lomas oeste del cerro de la Muerte (cerro Buenavista). Es uno de los principales destinos turísticos del cantón y cuenta con varios hoteles y gran cantidad de especies de flora y aves. Este lugar es conocido por ser el hábitat primario del resplandeciente quetzal, lo que atrae a gran cantidad de visitantes.
La primera semana de febrero de cada año se celebran las fiestas de la comunidad con motivo de la fiesta de la Patrona del pueblo. En estas religiosas y típicas fiestas se desarrollan actividades, que se observan muy poco en el resto del país, entre ellas; juegos pirotécnicos, venta de comidas típicas, concursos de varios tipos: carreras de cintas, el palo encebado y otros. Se prolongan hasta una semana y finaliza, con la llamada "Chinga", en la que participan todos los que han trabajado en las actividades. Con motivo de estas fiestas, también se realiza un tope que recibe a gran cantidad de caballistas y visitantes al cantón, por lo que se considera como uno de los topes más importantes del país.
La iglesia de Copey de Dota, construida en 1928, era una edificación sencilla, que como otras del área es construida con estructura de madera y forro exterior de chapa metálica, fue declarada patrimonio histórico arquitectónico mediante Decreto N.º 28296-C de La Gaceta N.º 239 del 9 de diciembre de 1999, lo que constituye un intangible legado cultural. Dicha iglesia fue destruida por un incendio, que la consumió en la madrugada del 6 de agosto de 2017.
Otro atractivo de gran interés escénico y conservacionista es el parque nacional Los Quetzales, creado en 2006 como sustituto de la reserva biológica Forestal Los Santos y la reserva biológica Cerro Vueltas.